# Макарена Гарсія
Макарена Гарсія (ісп. Macarena García de la Camacha Gutiérrez-Ambrossi, * 26 квітня 1988, Мадрид, Іспанія) — іспанська акторка. Лауреатка премії Гоя (2012).

## Фільмографія
- Білосніжка (2012)
- Всі мертві (2014)
- Пальми в снігу (2015)